# ランベルト・マジョラーニ
ランベルト・マジョラーニ（Lamberto Maggiorani、1909年8月28日 - 1983年4月22日）は、イタリアの俳優。
ローマに生まれた。ヴィットリオ・デ・シーカ監督の『自転車泥棒』に出演するまでは、工場の労働者で俳優の経験は全くなかった。『自転車泥棒』が1949年のアカデミー賞の外国語映画賞を受賞した後、1970年まで10数本の映画に出演した。

## 出演作品
- 自転車泥棒